# Саравак
| \| \| \| \| Застава \| Грб \|                                               |                        |
| Bersatu, Berusaha, Berbakti (малајски језик: уједињени, вредни, ангажовани) |                        |
|                                                                             |                        |
| Главни град                                                                 | Кучинг                 |
| Гувернер                                                                    | Абдул Таиб Махмуд      |
| Председник владе                                                            | Абанг Џохари Опенг     |
| Површина                                                                    | 124.450 km²            |
| Становништво                                                                | 2.357.000 (2006)       |
| Језици                                                                      | малајски, ибан и други |
| Највиши врх                                                                 | Гунунг Муруд (2423 m)  |
| Најдужа река                                                                | Раџанг (563 km)        |
|                                                                             |                        |
| Застава                                                                     | Грб                    |

Саравак (мал. Sarawak) је савезна држава Малезије. Налази се на северозападу острва Борнео и граничи се са Султанатом Брунеј, Индонезијом и суседном малезијском државом Сабах. Саравак је по површини највећа малезијска држава.
Саравак излази на Јужно кинеско море. Заједно са провинцијом Сабах на североистоку, чини источни део Малезије. Главни град је Кучинг. 
Овде влада влажна тропска клима са средњом годишњом температуром од 27 .
По подацима из 2006. Саравак има 2.357.000 становника. У њему живе многобројне измешане етничке заједнице. Највећа међу њима је Ибан, која са 680.000 припадника чини 29% становништва. Друге велике групе су Кинези (26%), Малајци (22%) и још два домородачка народа, Бидају (8%) и Меланау (5,5%). Остатак становништва се углавном састоји из мањих домородачких народа. Малезијски устав у члану 161A набраја 21 етничку групу као домороце Саравака. Неке од ових група имају само пар стотина припадника. За разлику од већег дела Малезије, Индуса овде има мало.